# Elezioni parlamentari in Bulgaria dell'ottobre 2024
Le elezioni parlamentari in Bulgaria dell'ottobre 2024 si sono tenute il 27 ottobre per il rinnovo dell'Assemblea Nazionale, il parlamento del paese.
Esse, le settime in tre anni, sono state indette in anticipo rispetto alla naturale scadenza della legislatura, prevista per il 2028, in seguito all’ennesimo fallimento delle trattative, successivamente alle dimissioni dell’ultimo governo ordinario (Governo Denkov), per la costituzione di un nuovo esecutivo, portando così nuovamente il paese in una ormai cronica condizione di instabilità politica e divergenza.
Originariamente previste per il 20 ottobre, in seguito ad una disputa istituzionale tra Presidente e capo del governo designato, risoltasi con la riconferma del Primo ministro uscente, esse sono state posticipate al 27 ottobre.
Le elezioni hanno visto, ancora una volta, la vittoria del partito “Cittadini per lo Sviluppo Europeo della Bulgaria” (GERB) che, con 66 seggi, si è confermato il partito egemone in Assemblea, in lieve aumento. In aggiunta a ciò, la tornata ha anche visto il ritorno alla seconda posizione della coalizione filo-europeista “Continuiamo il Cambiamento – Bulgaria Democratica”, sebbene con appena 36 seggi, ed alla terza del partito nazionalista e filo-russo “Rinascita” (V), consolidatosi, seppur in lieve flessione, con 33 seggi, entrambi a discapito del Movimento per i Diritti e le Libertà (DPS-NN/HÖH-YBB) che, vittima di una scissione interna (da cui è nato Alleanza per i Diritti e le Libertà - APS/HÖİ, con 19 seggi), è giunto solo quarto con 29 seggi. Degno di nota, infine, è stato il leggero aumento di consensi del Partito Socialista Bulgaro (BSP), sebbene questo abbia comunque solo mantenuto i suoi 19 seggi, la rinnovata crescita del partito “C'è un Popolo come Questo” (ITN), che ha visto attribuitigli 17 seggi, l’ascesa, con ben 11 seggi, di un nuovo partito, “Morale, Unità, Onore (MECh)” ed infine, in seguito ad un riconteggio da parte della Corte costituzionale del paese di cinque mesi dopo, il consolidamento, a 10 seggi, di Grandezza (VEL), originariamente rimasta esclusa per errori nel conteggio. La tornata, tuttavia, non ha ancora una volta prodotto una chiara maggioranza, anche grazie al forte astensionismo.

## Sistema elettorale
Per le elezioni parlamentari, la legge elettorale bulgara prevede l’applicazione di un sistema proporzionale a lista aperta, con la possibilità di esprimere voti di preferenza, in 32 collegi elettorali plurinominali (compreso uno, denominato "Estero", per i cittadini all’estero), il cui peso politico può variare da 4 a 19 seggi.
In aggiunta, è prevista una soglia di sbarramento al 4%, sebbene quest’ultima sia calcolata utilizzando solo i voti validi per i partiti e i candidati indipendenti, e dunque non il totale dei voti validi (che includerebbero le preferenze per "Nessuno dei voti di cui sopra", scelta ammissibile nel paese), portando così alla possibilità che un partito vinca seggi anche se nominalmente al di sotto di tale soglia.
Le preferenze, infine, sono convertite in seggi secondo il metodo del quoziente e dei più alti resti.

## Risultati
L’esito di seguito mostrato, in seguito all’accoglimento di un ricorso di riconteggio per irregolarità in sede di scrutinio, è quello derivante dalla riallocazione effettuata dalla Corte costituzionale il 14 marzo 2025. Tuttavia, a fini puramente enciclopedici, viene riportato in nota anche l’esito originale delle elezioni, come convalidato dall’Autorità elettorale nazionale, avendo questo fatto fede fino alla data di passaggio in giudicato della sentenza: .
| Cittadini per lo Sviluppo Europeo della Bulgaria - Unione delle Forze Democratiche (GERB-SDS) | 642 521   | 26,39 | 66  |  |  |  |
| Continuiamo il Cambiamento – Bulgaria Democratica (PP-DB) (PP - DB)                           | 346 074   | 14,21 | 36  |  |  |  |
| Rinascita (V)                                                                                 | 325 358   | 13,36 | 33  |  |  |  |
| Movimento per i Diritti e le Libertà (DPS-NN/HÖH-YBB)                                         | 280 246   | 11,51 | 29  |  |  |  |
| Partito Socialista Bulgaro - Sinistra Unita (BSP-OL) (BSP - ALT)                              | 184 361   | 7,57  | 19  |  |  |  |
| Alleanza per i Diritti e le Libertà (APS/HÖİ)                                                 | 182 254   | 7,49  | 19  |  |  |  |
| C'è un Popolo come Questo (ITN)                                                               | 165 191   | 6,78  | 17  |  |  |  |
| Morale, Unità, Onore (MECh)                                                                   | 111 993   | 4,60  | 11  |  |  |  |
| Grandezza (VEL)                                                                               | 97 497    | 4,00  | 10  |  |  |  |
| Altri (<2,90%)                                                                                | 99 266    | 4,08  | —   |  |  |  |
| Totale                                                                                        | 2 434 761 | 100   | 240 |  |  |  |
|                                                                                               |           |       |     |  |  |  |
| Voti non validi                                                                               | 134 142   | 5,22  |     |  |  |  |
| Votanti                                                                                       | 2 568 903 | 38,92 |     |  |  |  |
| Elettori                                                                                      | 6 601 262 |       |     |  |  |  |

Nota: La sezione “voti non validi” comprende, oltre alle classiche schede bianche - nulle - rigettate, anche i voti (82.619 - 3,21%) per l’opzione “Nessuno dei precedenti” che, in Bulgaria, è possibile spuntare. Le schede nulle in senso proprio sono invece state 51.523 (2,01%).
Nota: Il confronto dei dati, dovendosi considerare nulla l’allocazione precedente, è direttamente mostrato tenendo conto dei dati delle elezioni del giugno precedente. 
| Riepilogo dei voti (+/- elezioni VI-2024)                                          | Riepilogo dei voti (+/- elezioni VI-2024)                                          | Riepilogo dei voti (+/- elezioni VI-2024)                                          | Riepilogo dei voti (+/- elezioni VI-2024) | Riepilogo dei voti (+/- elezioni VI-2024) | Riepilogo dei voti (+/- elezioni VI-2024) | Riepilogo dei voti (+/- elezioni VI-2024) |
| ---------------------------------------------------------------------------------- | ---------------------------------------------------------------------------------- | ---------------------------------------------------------------------------------- | ----------------------------------------- | ----------------------------------------- | ----------------------------------------- | ----------------------------------------- |
| Cittadini per lo Sviluppo Europeo della Bulgaria - Unione delle Forze Democratiche | Cittadini per lo Sviluppo Europeo della Bulgaria - Unione delle Forze Democratiche | Cittadini per lo Sviluppo Europeo della Bulgaria - Unione delle Forze Democratiche |                                           |                                           | 26,39%                                    | ▲ 1,69                                    |
| Continuiamo il Cambiamento – Bulgaria Democratica                                  | Continuiamo il Cambiamento – Bulgaria Democratica                                  | Continuiamo il Cambiamento – Bulgaria Democratica                                  |                                           |                                           | 14,21%                                    | ▼ 0,12                                    |
| Rinascita                                                                          | Rinascita                                                                          | Rinascita                                                                          |                                           |                                           | 13,36%                                    | ▼ 0,46                                    |
| Movimento per i Diritti e le Libertà                                               | Movimento per i Diritti e le Libertà                                               | Movimento per i Diritti e le Libertà                                               |                                           |                                           | 11,51%                                    | ▼ 5,56                                    |
| Partito Socialista Bulgaro - Sinistra Unita                                        | Partito Socialista Bulgaro - Sinistra Unita                                        | Partito Socialista Bulgaro - Sinistra Unita                                        |                                           |                                           | 7,57%                                     | ▲ 0,51                                    |
| Alleanza per i Diritti e le Libertà                                                | Alleanza per i Diritti e le Libertà                                                | Alleanza per i Diritti e le Libertà                                                |                                           |                                           | 7,49%                                     | Nuovo                                     |
| C'è un Popolo come Questo                                                          | C'è un Popolo come Questo                                                          | C'è un Popolo come Questo                                                          |                                           |                                           | 6,78%                                     | ▲ 1,52                                    |
| Morale, Unità, Onore                                                               | Morale, Unità, Onore                                                               | Morale, Unità, Onore                                                               |                                           |                                           | 4,60%                                     | Nuovo                                     |
| Grandezza                                                                          | Grandezza                                                                          | Grandezza                                                                          |                                           |                                           | 4,00%                                     | ▼ 0,65                                    |
| Altri (<2,90%)                                                                     | Altri (<2,90%)                                                                     | Altri (<2,90%)                                                                     |                                           |                                           | 4,08%                                     |                                           |
| Riepilogo dei seggi (+/- elezioni VI-2024)                                         |                                                                                    |                                                                                    |                                           |                                           |                                           |                                           |
|                                                                                    |                                                                                    |                                                                                    |                                           |                                           |                                           |                                           |
| BSP                                                                                | 19                                                                                 | ━                                                                                  |                                           | APS/HÖİ                                   | 19                                        | Nuovo                                     |
| DPS-NN/HÖH-YBB                                                                     | 29                                                                                 | ▼ 18                                                                               |                                           | PP-DB                                     | 35                                        | ▼ 4                                       |
| ITN                                                                                | 17                                                                                 | ▲ 1                                                                                |                                           | GERB-SDS                                  | 66                                        | ▼ 2                                       |
| VEL                                                                                | 10                                                                                 | ▼ 3                                                                                |                                           | MECh                                      | 11                                        | Nuovo                                     |
| V                                                                                  | 33                                                                                 | ▼ 5                                                                                |                                           |                                           |                                           |                                           |